# Cyanostolus
Cyanostolus är ett släkte av skalbaggar som beskrevs av Ludwig Ganglbauer 1899. Cyanostolus ingår i familjen gråbaggar.
Släktet innehåller bara arten Cyanostolus aeneus.